# Harry de Villoutreys
Harry de Villoutreys de Brignac est un compagnon de la Libération né le 30 novembre 1909 à Soulaire-et-Bourg et mort le 17 juin 1945 à Idlib.

## Biographie
Sorti en 1931 comme sous-lieutenant de réserve de l'école de cavalerie de Saumur, il participe aux différentes campagnes du Sud marocain avec le groupe d'automitrailleuses de cavalerie du Maroc à partir de 1932.
Promu au grade de lieutenant, il passe au 6e régiment de cuirassiers, puis au 1er régiment de spahis marocains à Damas.
Il rejoint les Forces françaises libres (FFL) en Palestine le 30 juin 1940, se distingue lors de la campagne d'Érythrée et est gravement blessé lors de celle de Syrie, le 15 juin 1941. Alors fait prisonnier par les troupes de Vichy et hospitalisé à Damas, il est envoyé à Marseille, avant de retrouver la liberté à la suite de l'armistice de Saint-Jean d'Acre.
Capitaine, il devient commandant du 1er escadron du groupe de reconnaissance de corps d'armée (futur 1er régiment de marche de spahis marocains), puis promu chef d'escadrons, il prend le commandement du groupement de cavalerie de Mésopotamie, avant de prendre celui du groupement des escadrons légers de Nord-Syrie.
Il meurt massacré par la foule le 17 juin 1945, à Idlib en tentant de s'opposer à l'insurrection syrienne de 1945.
Il est inhumé à Alep en Syrie.

## Décorations
- Chevalier de la Légion d'honneur[1]
- Compagnon de la Libération (1er février 1941)[1]
- Croix de guerre 1939–1945[1]
- Croix de guerre des Théâtres d'opérations extérieurs, palme de bronze[1]